# 路易-马蒂厄·莫莱

莫莱伯爵

莫莱伯爵路易·马蒂厄（Louis Mathieu, comte Molé，1781年1月24日—1855年11月23日），法國保皇黨政治家，曾在拿破仑一世、路易十八和路易-腓力治下任職。
莫莱出生在巴黎，他的父亲是这个城市的主席，莫莱早期与他的母亲在瑞士和英国，他返回法国后就读于(École Centrale des Travaux Publics,)，他的社会教育在Pauline de Beaumont博蒙的沙龙完成，博蒙是弗朗索瓦-勒内·德·夏多布里昂和若贝尔的朋友。
1813年11月莫莱任司法大臣，1836年任7月王朝的首相。
| 前任： 阿道夫·梯也爾 | 法國总理 1836年-1839年 | 繼任： 达尔马提亚公爵 |
| 前任： 弗朗索瓦·基佐 | 法國总理 1848年        | 繼任： 阿道夫·梯也爾  |